# Ampelisca acris
Ampelisca acris är en kräftdjursart. Ampelisca acris ingår i släktet Ampelisca och familjen Ampeliscidae. Inga underarter finns listade i Catalogue of Life.